# Cantuaria aperta
Cantuaria aperta är en spindelart som beskrevs av Forster 1968. Cantuaria aperta ingår i släktet Cantuaria och familjen Idiopidae. Inga underarter finns listade.